# Houston: We Have a Drinking Problem
Houston: We Have a Drinking Problem è il terzo album in studio del gruppo musicale statunitense Bad Astronaut, pubblicato nel 2002.

## Descrizione
Il suono si allontana da quello dei Lagwagon. Il titolo vuole essere una parodia alla celebre frase dell'Apollo 13 "Houston: We Have A Problem".
Le canzoni assumono un'atmosfera più cupa ma più cariche di sentimento. Sono presenti le reinterpretazioni Break Your Frame (Armchair Martian) e Solar Sister dei Posies, gruppo di cui faceva parte Ken Stringfellow (chitarrista dei Lagwagon nell'album Double Plaidinum). La band realizza anche il video di The Passenger. You Deserve This e Not a Dull Moment scritte l'anno prima in occasione dello split con gli Armchair Martian.

## Tracce
1. These Days
2. Clear Cutting
3. Single
4. Break Your Frame
5. Disarm
6. Not a Dull Moment
7. You Deserve This
8. If I Had a Son
9. Solar Sister
10. Another Dead Romance
11. Off the Wagon
12. Killers and Liars
13. Our Greatest Year
14. The Passenger

## Formazione
- Joey Cape - chitarra, voce e percussioni
- Derrick Plourde - batteria
- Marko Desantis - basso e cori
- Angus Cooke - voce, chitarra e violoncello
- Todd Capps - tastiere e voce
- Thom Flower - chitarra e cori
- Jonathan Cox - loops e tastiere
- Tim Cullen - seconda voce in Solar Sister